# Norma McCorvey
Norma Leah McCorvey, más conocida por su pseudónimo legal Jane Roe (Simmesport, Luisiana, 22 de septiembre de 1947-Katy, Texas, 18 de febrero de 2017), fue la demandante en el caso Roe v. Wade de 1973, una decisión histórica de la Corte Suprema donde se falló que las leyes de estados individuales que prohibían el aborto eran inconstitucionales.
Más adelante en su vida, McCorvey se hizo protestante, y después católica, y fue una activa militante del movimiento provida. McCorvey declaró entonces que su participación en Roe fue «el mayor error de [su] vida». Durante una entrevista poco antes de su muerte, en lo que McCorvey denominó su "confesión en el lecho de muerte", dijo que le habían pagado por hablar en contra del aborto, y añadió que seguía teniendo una opinión a favor sobre el derecho al aborto.

## Primeros años
McCorvey nació en Simmesport (Luisiana). Se crio en la residencia de su familia en Lettsworth, en la parroquia de Pointe Coupee. Más adelante en su infancia, la familia se trasladó a Houston. El padre de McCorvey, Olin Nelson, reparador de televisores, dejó a la familia cuando ella tenía 13 años, y sus padres se divorciaron posteriormente. Ella y su hermano mayor fueron criados por su madre, Mary (de soltera Gautreaux), una alcohólica violenta. El padre de McCorvey murió el 27 de septiembre de 1995.
McCorvey había ingresado en un internado católico antes de sus pequeños problemas con las fuerzas del orden, que comenzaron a los diez años, cuando robó la caja registradora de una gasolinera y huyó a Oklahoma City con una amiga. Engañaron a un trabajador de un hotel para que les dejara alquilar una habitación, y estuvieron allí dos días cuando una camarera la descubrió besándose con su amiga. McCorvey fue detenida y llevada a los tribunales, donde fue declarada en régimen de tutela del Estado y enviada a instituciones estatales.
Más tarde, McCorvey fue enviada a la Escuela Estatal para Niñas en Gainesville (Texas),  de forma intermitente desde los 11 a los 15 años. Dijo que esa fue la época más feliz de su infancia, y que cada vez que la enviaban a casa, hacía algo malo a propósito para que la devolvieran. Después de ser liberada, McCorvey vivió con el primo de su madre, quien supuestamente la violó todas las noches durante tres semanas. Cuando la madre de McCorvey se enteró, su primo dijo que McCorvey mentía.
Mientras trabajaba en un restaurante, Norma conoció a Woody McCorvey (nacido en 1940), con quien se casó a los 16 años en 1963. Más tarde lo abandonó después de que supuestamente la agrediera. Se mudó con su madre y dio a luz a su primera hija, Melissa, en 1965. Tras el nacimiento de Melissa, McCorvey desarrolló un grave problema de alcoholismo y drogadicción. Poco después, empezó a identificarse como lesbiana. En su libro, afirma que fue a un viaje de fin de semana para visitar a dos amigos y dejó a su bebé con su madre. Cuando regresó, su madre sustituyó a Melissa por una muñeca y denunció a Norma ante la policía por haber abandonado a su bebé, y llamó a la policía para que la sacara de la casa. No le dijo dónde estaba Melissa durante semanas, y finalmente le permitió visitar a su hija después de tres meses. Permitió que McCorvey volviera a instalarse en la casa. Un día, despertó a McCorvey después de un largo día de trabajo; le dijo que firmara lo que se presentaba como papeles del seguro, y ella lo hizo sin leerlos. Sin embargo, los papeles que había firmado eran de adopción, lo que otorgaba a su madre la custodia de Melissa, por lo que McCorvey fue echada de la casa. Su madre disputa esa versión de los hechos y dijo que McCorvey había aceptado la adopción.
Al año siguiente, McCorvey volvió a quedarse embarazada y dio a luz a un bebé, Jennifer, que fue dado en adopción.

## Roe v. Wade
En 1968, a la edad de 21 años, McCorvey se quedó embarazada por tercera vez y regresó a Dallas. Según McCorvey, unos amigos le aconsejaron que afirmara falsamente que había sido violada por un grupo de hombres negros y que así podría obtener un aborto legal en virtud de la ley de Texas, que prohibía la mayoría de los abortos; las fuentes difieren en cuanto a si la ley de Texas tenía esa excepción por violación. Debido a la falta de pruebas policiales o de documentación, el plan no tuvo éxito, y McCorvey dijo más tarde que su relato era un invento.  Intentó hacerse un aborto ilegal, pero la clínica recomendada había sido cerrada por las autoridades. Su médico, Richard Lane, le sugirió que consultara a Henry McCluskey, un abogado especializado en adopciones de Dallas. McCorvey declaró que sólo estaba interesada en un aborto, pero aceptó reunirse con McCluskey.
Finalmente, McCorvey fue remitida a las abogadas Linda Coffee y Sarah Weddington, que buscaban a mujeres embarazadas que querían abortar. El caso, Roe contra Wade (Henry Wade era el fiscal del distrito), tardó tres años de juicios en llegar a la Corte Suprema de los Estados Unidos, y McCorvey no asistió a ningún juicio. Durante el transcurso del juicio, McCorvey dio a luz y dio al bebé en adopción. McCorvey declaró a la prensa que era "Jane Roe" poco después de que se produjera la decisión, afirmando que había buscado un aborto porque no tenía trabajo y estaba muy deprimida. En 1983, McCorvey declaró a la prensa que había sido violada; en 1987, dijo que la afirmación de violación era falsa.

## Activismo antiaborto
En 1994, McCorvey publicó su autobiografía, I Am Roe. En una firma de libros, McCorvey se hizo amiga de Flip Benham, ministro evangélico y director nacional de la organización antiabortista Operación Rescate. Se convirtió al cristianismo evangélico y fue bautizada el 8 de agosto de 1995 por Benham, en una piscina del patio trasero de Dallas (Texas), evento que fue filmado para la televisión nacional. Dos días después, anunció que había dejado su trabajo en una clínica abortista y se había convertido en defensora de la campaña de la Operación Rescate para ilegalizar el aborto. Se mostró arrepentida de su participación en la decisión de la Corte Suprema y dijo que había sido un peón de los activistas a favor del aborto.
El 17 de agosto de 1998, McCorvey fue recibida en la Iglesia católica en una misa celebrada por el padre Edward Robinson y concelebrada por el padre Frank Pavone, director de Sacerdotes por la Vida, en la iglesia de Santo Tomás de Aquino de Dallas. El segundo libro de McCorvey, Won by Love, describe su conversión religiosa y fue publicado en 1998. En el libro, dijo que su cambio de opinión se produjo en 1995, cuando vio un cartel sobre el desarrollo fetal en una oficina de la Operación Rescate.
En 2004, McCorvey intentó que el Tribunal Supremo de Estados Unidos anulara el caso Roe v. Wade, alegando que ahora había pruebas de que el procedimiento perjudica a las mujeres, pero el caso fue finalmente desestimado en 2005.  El 22 de enero de 2008, McCorvey apoyó al candidato presidencial republicano Ron Paul por su posición antiabortista.
McCorvey siguió participando activamente en manifestaciones contra el aborto, incluida una en la que participó antes del discurso de investidura del presidente Barack Obama ante los graduados de la Universidad de Notre Dame. McCorvey fue detenida el primer día de las audiencias del Senado de Estados Unidos para la confirmación de Sonia Sotomayor en la Corte Suprema, después de que McCorvey y otra manifestante comenzaran a gritar durante el discurso de apertura del senador Al Franken. McCorvey apareció en la película de 2013 Doonby, en la que lanza un mensaje antiabortista.

## Relación con Connie González y muerte
Poco después de dar a luz por tercera vez, mientras el caso Roe v. Wade se abría paso en los tribunales, McCorvey conoció e inició una relación con Connie González. Vivieron juntas en Dallas durante 35 años. Tras convertirse al cristianismo, McCorvey siguió viviendo con González, aunque describió su relación como platónica. Más adelante, McCorvey declaró que ya no era lesbiana, aunque más tarde dijo que su conversión religiosa y su renuncia a la sexualidad tenían una motivación económica. McCorvey se mudó de la casa que compartía con González en 2006, poco después de que ésta sufriera un derrame cerebral.
Norma McCorvey murió de insuficiencia cardíaca en Katy (Texas), el 18 de febrero de 2017, a la edad de 69 años.

## Documental AKA Jane Roe
El 22 de mayo de 2020, se emitió en FX un documental titulado AKA Jane Roe, en el que se describía la vida de McCorvey y los incentivos económicos para cambiar su opinión sobre el aborto. En una entrevista realizada para la película poco antes de su muerte, en lo que ella denominó su "confesión en el lecho de muerte", McCorvey dijo que su activismo contra el aborto había sido "todo un acto", que hizo porque le pagaban, afirmando que no le importaba que una mujer abortara. "Yo era el pez gordo. Creo que era algo mutuo. Yo cogía su dinero y ellos me ponían delante de las cámaras y me decían lo que tenía que decir. Eso es lo que yo decía", dijo McCorvey. "Si una mujer joven quiere abortar, no me importa. Por eso lo llaman elección", añadió.
Robert Schenck, un pastor evangélico que trabajó con McCorvey, apoyó lo que aparecía en el documental. Reconoció que su grupo había pagado a McCorvey para que hablara contra el aborto y declaró "Su nombre y su foto supondrían una de las mayores ganancias de dólares para mi grupo y muchos otros, pero el dinero que le dimos fue modesto. Más de una vez intenté compensarlo con un cheque adicional, pero nunca fue justo". Según los documentos fiscales, McCorvey recibió al menos 450.000 dólares de grupos antiabortistas durante sus años como activista. Schenck dijo que le sorprendió que McCorvey dijera que estaba a favor del aborto, aunque dijo que sabía que "albergaba dudas sobre el mensaje provida que telegrafiaba".
Pavone, que tuvo una relación de décadas con McCorvey, dijo que ella no estaba en la nómina de su organización, Sacerdotes por la Vida, y dijo que no creía que el activismo de McCorvey fuera falso. "Incluso puedo ver que estaba acorralada emocionalmente para sacar esas palabras de su boca, pero las cosas que vi en 22 años con ella —las miles y miles de conversaciones que tuvimos— eran reales", dijo. Más tarde escribió: "Los partidarios del aborto afirman que Norma McCorvey, la Jane Roe de Roe v. Wade, no fue sincera en su conversión. Lo fue. Fui su guía espiritual durante 22 años, la recibí en la Iglesia católica, mantuve un contacto regular, hablé con ella el día que murió y dirigí su funeral".
Abby Johnson, que trabajó para Planned Parenthood antes de unirse al movimiento antiabortista, dijo que McCorvey la llamó por teléfono días antes de su muerte para expresar su arrepentimiento por el aborto. Johnson dijo que creía que McCorvey era una mujer dañada que no debería haber sido empujada al centro de atención tan rápidamente después de volverse en contra del aborto. "No tengo ningún problema en creer que en el último año de su vida intentara convencerse de que el aborto estaba bien. Pero sé que al final de su vida no lo creía", dijo.

## Película para la televisión
- Roe v. Wade en Internet Movie Database (en inglés).

## Libros
- I Am Roe (1994) ISBN 0-06-017010-7 ISBN 0-06-092638-4
- Won by Love (1998) ISBN 0-7852-7237-2 ISBN 0-7567-7332-6